# De Warande (Brussel)
De Warande is een Vlaamse club in Brussel. De club werd opgericht in 1988 met als doel de Vlaamse aanwezigheid in Brussel te versterken. De eerste voorzitter was Lode Campo.
De Warande is gevestigd in het achttiende-eeuwse neoclassicistische herenhuis Hôtel Empain aan het Warandepark. Voor de renovatie van het gebouw kreeg de club in 1987 een renteloze lening van 30 miljoen frank van de Vlaamse regering.